# Šarenka
Šárenka (tudi šarénka), mavrična postrv ali ameriška postrv (znanstveno ime Oncorhynchus mykiss) je vrsta postrvi, ki je prvotno živela le v Tihem oceanu in v jezerih Severne Amerike zahodno od Skalnega gorovja. Danes najdemo šarenke po vsem svetu in so v prehrani zelo cenjene, vendar pa so ponekod resno prizadele domorodne živalske vrste.
Šarenke v dolžino merijo od 30 do 45 cm, kadar živijo v morju, pa od 50 do 100 cm in tehtajo med 2,5 in 10 kg. Njihova posebnost je namreč, da čeprav celo življenje preživijo v sveži vodi, se lahko v pravih razmerah selijo tudi v morje, vendar pa se morajo za parjenje vrniti v sladko vodo.